# Illusion d'Ebbinghaus

Les deux cercles orange ont exactement la même taille; cependant, celui de droite semble plus grand.

L'illusion d'Ebbinghaus ou cercles de Titchener est une illusion d'optique de perception de taille relative. Nommée d'après son découvreur, le psychologue allemand Hermann Ebbinghaus (1850-1909), l'illusion est popularisée dans le monde anglophone par Edward B. Titchener dans un manuel de psychologie expérimentale de 1901, d'où son autre nom. Dans la version la plus connue de l'illusion, deux cercles de taille identique sont placés près l'un de l'autre, et l'un est entouré de grands cercles tandis que l'autre est entouré de petits cercles. Du fait de la juxtaposition de cercles, le cercle central entouré de grands cercles apparaît plus petit que le cercle central entouré de petits cercles.
Des travaux suggèrent que deux autres facteurs critiques impliqués dans la perception de l'illusion d'Ebbinghaus sont la distance entre les cercles environnants et le cercle central et l'exhaustivité de l'anneau, ce qui rend l'illusion de nature comparable à l'illusion de Delboeuf. Quelle que soit la taille relative, si les cercles environnants sont plus proches du cercle central, le cercle central apparaît plus grand et si les cercles environnants sont éloignés, le cercle central apparaît plus petit. Alors que la variable de distance semble être un facteur actif dans la perception de la taille relative, la taille des cercles environnants limite leur proximité avec le cercle central, ce qui fait que de nombreuses études confondent les deux variables.

## Explications possibles
L'illusion d'Ebbinghaus joue un rôle crucial dans le débat sur l'existence de voies séparées dans le cerveau pour la perception et l'action. Il est avancé que l'illusion d'Ebbinghaus déforme la perception de la taille, mais pas l'action. Une étude du neuroscientifique Melvyn A. Goodale montre que lorsqu'un sujet doit répondre à un modèle physique de l'illusion en saisissant le cercle central, la saisie avec la main n'est pas affectée par la distorsion de taille perçue. D'autres travaux suggèrent que l'action et la perception sont dupées par l'illusion.
La recherche en neuroimagerie suggère une corrélation inverse entre la réceptivité d' un individu à l'Ebbinghaus et des illusions similaires (comme l'illusion de Ponzo) et la taille très variable du cortex visuel primaire de l'individu. La recherche développementale suggère que l'illusion dépend de la sensibilité au contexte. Il est  constaté que l'illusion provoque plus souvent une tromperie de taille relative chez les étudiants universitaires, qui ont une grande sensibilité au contexte, que chez les enfants de 10 ans et moins.
En 2020, une étude trouve 70 variantes génétiques liées à la perception de l'illusion d'Ebbinghaus.
Le gagnant du concours de la meilleure illusion de l'année 2014 de l'Université du Nevada à Reno, a animé l'illusion d'Ebbinghaus, la mettant en mouvement.

## Une exception avec des effets visuels opposés
Une nouvelle illusion de taille relative est découverte par le chercheur italien Gianni A. Sarcone en 2013, qui contredit l'illusion d'Ebbinghaus (1898) et l'illusion carrée d'Obonai (1954) : la forme centrale du test (une croix) entourée de grands carrés apparaît plus grande au lieu de plus petite.